# Comté de Gem
Le comté de Gem est un comté des États-Unis situé dans l’État de l'Idaho. En 2000, la population était de 15 181 habitants. Son siège est Emmett. Le comté a été créé en 1915 et nommé en l'honneur du surnom de l'État Gem State.

## Démographie
| 1920  | 1930  | 1940  | 1950  | 1960  | 1970  |
| ----- | ----- | ----- | ----- | ----- | ----- |
| 6 427 | 7 419 | 9 544 | 8 730 | 9 127 | 9 387 |

| 1980   | 1990   | 2000   | 2010   | - | - |
| ------ | ------ | ------ | ------ | - | - |
| 11 972 | 11 844 | 15 181 | 16 719 | - | - |

## Géolocalisation
| Comté de Washington | Comté d'Adams | Comté de Valley |
| Comté de Payette    | Comté de Gem  | Comté de Boise  |
| Comté de Canyon     | Comté d'Ada   |                 |

## Principales villes
- Emmett